# Аматор (фільм, 2025)
«Аматор» (англ. The Amateur) — американський шпигунський трилер, знятий режисером Джеймсом Хоузом за сценарієм Гарі Спінеллі, заснований на однойменному романі Роберта Літтелла 1981 року. В ролях: Рамі Малек, Рейчел Броснаген, Каітріона Балфі, Адріан Мартінес, Лоуренс Фішберн, Голт Маккаллані та Джуліанна Ніколсон.

## Синопсис
Фільм розповідає про криптографа ЦРУ, який шантажує своє відомство, щоб воно навчило його переслідувати групу терористів, які вбили його дружину в Лондоні.

## Акторський склад
- Рамі Малек — Чарльз Геллер[7]
- Рейчел Броснаген — Сара[8]
- Лоуренс Фішберн — Хендерсон[8]
- Каітріона Белфі — Інквілін Девіс[8]
- Джон Бернтал — Джексон «Ведмідь» О'Браєн
- Майкл Стулбарг — Шон Шиллер
- Адріан Мартінес — Карлос[9]
- Голт Маккаллані — заступник директора ЦРУ Мур[10]
- Джуліанна Ніколсон — Саманта О'Браєн[10]
- Такехіро Хіра — Професор

## Український дубляж
- Студія: Постмодерн[11]
- Режисер дубляжу — Світлана Шекера
- Перекладач — Катерина Щепковська
- Звукорежисер — Олександр Притчин
- Менеджер проекту — Юлія Зинич

Ролі дублювали:
- Геллер — Олександр Погребняк
- Інквілін — Наталія Калюжна
- Гендерсон — Андрій Самінін
- Ведмідь — Роман Семисал
- Директор Мур — Михайло Войчук
- Кейлеб — Петро Сова
- Шиллер — Михайло Кришталь
- Сара — Катерина Качан
- Елліш — Юрій Кудрявець
- Ґретчен Франк — Анна Артем'єва
- Директор Оʼбраян — Світлана Шекера
- Елі Парк — Вікторія Левченко
- Мішка Блазич — Сергій Гутько

Додаткові актори дублювання: Павло Скороходько, Євген Локтіонов, Роман Молодий, Аліна Проценко, Дмитро Тварковський, Кирило Татарченко, Андрій Мостренко,

## Виробництво
Вперше про роботу над новою екранізацією роману Роберта Літтелла було оголошено в листопаді 2006 року з Г'ю Джекманом в головній ролі, а сценарій написав Еван Кац. У лютому 2023 року було оголошено, що Хатч Паркер і Ден Вілсон будуть продюсувати проєкт для 20th Century Studios з Джеймсом Хоузом як режисера і з Рамі Малеком у головній ролі. Малек також був зазначений як виконавчий продюсер проєкту. У травні до акторського складу додалися Рейчел Броснаген, Каітріона Белфі, Адріан Мартінес, Лоуренс Фішберн, Голт Маккаллані та Джуліанна Ніколсон.
Основні зйомки почалися в Лондоні в червні 2023 року. Місцями зйомок слугували південний схід Англії, а також Франція та Туреччина. Зйомки були призупинені в липні через страйк SAG-AFTRA 2023 року, та відновилися у грудні 2023 року.

## Випуск
Вихід фільму запланована на 11 квітня 2025 року Перш ніж отримати поточну дату виходу, прем'єра була запланована на 8 листопада 2024 року.